# Elephantosaurus
Elephantosaurus es un género extinto de sinápsidos dicinodontes que vivieron en el período Triásico Medio en lo que ahora es Europa (Rusia). El espécimen holotipo y único conocido, catalogado como PIN 525/25, es un fragmento de cráneo que incluye parte de la región interorbital y los huesos nasales, y sugiere que era un animal de gran tamaño con un cráneo de al menos 30 centímetros de ancho (aunque puede haber sido más pequeño que Stahleckeria). Los huesos de la bóveda craneana son además inusualmente gruesos. Aunque se lo ha considerado usualmente como un miembro de la familia Stahleckeriidae, generalmente debido a su tamaño, es probable que en realidad se halle por fuera de ese grupo, debido a su hueso frontal el cual contribuye significativamente a constituir el margen de la órbita ocular.